# Albert Owen
Albert Owen (né le 10 août 1959) est un homme politique Gallois du parti travailliste qui est député pour Ynys Môn de 2001 à 2019.

## Biographie
Il fréquente la Holyhead County Comprehensive School et la quitte à seize ans pour une carrière dans la marine marchande, étant matelot jusqu'en 1992. En 1995, il devient conseiller au Citizens Advice Bureau, spécialisé dans les droits sociaux, et de 1997 à 2001, il dirige le JE O'Toole Center à Holyhead - un centre destiné au bien-être, à l'éducation et aux loisirs des chômeurs à Holyhead. En 1999, il se présente sans succès pour le parti travailliste aux élections à l'Assemblée galloise. A l'Université d'York, il obtient un baccalauréat en politique en 1997.
Il remporte le siège aux Élections générales britanniques de 2001 sur le Plaid Cymru avec une marge d'exactement huit cents voix et conserve le siège lors des quatre élections générales suivantes. Pendant son mandat au Parlement, il est membre du comité restreint des affaires, de l'énergie et de la stratégie industrielle, du comité restreint des affaires galloises et du comité du développement international. Il est également membre du Panel des présidents et vice-président du groupe parlementaire multipartite sur le cancer,.
Il soutient Owen Smith dans la tentative ratée de remplacer Jeremy Corbyn lors des élections à la direction du Parti travailliste (Royaume-Uni) de 2016.
Il ne se représente pas aux élections de 2019.

## Vie privée
Il épouse Angela Margaret Magee. Ils ont deux filles (nées en janvier 1985 et août 1986). Il est un supporter du club de football d'Everton.